# CD Tondela
Clube Deportivo de Tondela is een Portugese voetbalclub uit Tondela. Haar stadion Estádio João Cardoso biedt plaats aan 5.000 toeschouwers.
De club ontstond op 6 juni 1933 als fusie tussen Tondela Football Club uit 1925 en Operário Atlético Clube uit 1932. In 1999 degradeerde Tondela uit de Terceira Divisão en speelde tot 2005 in de regionale competitie in het district Viseu. Dat jaar werd de club kampioen en won de regionale beker. In 2009 won de club de Terceira Divisão en promoveerde naar de Segunda Divisão. Daar werd de club in 2012 kampioen en promoveerde naar de Segunda Liga, de op een na hoogste divisie in Portugal. In 2015 werd de club kampioen en promoveerde naar de Primeira Liga.

## Erelijst
- Segunda Liga

Winnaar: 2015

## Eindklasseringen
| 11 |

| 8 |

| 6 |

| 9 |

| 8 |

| 8 |

| 12 |

| 12 |

| 14 |

| ? |

| 10 |

| 15 |

| ? |

|  |

|  |

|  |

| 6 |

| 2 |

| 13 |

| 10 |

| 17 |

| 15 |

| ? |

| 7 |

| 3 |

| 3 |

| 5 |

| 4 |

| 1 |

| 7 |

| 7 |

| 9 |

| 4 |

| 4 |

| 3 |

| 1 |

| 10 |

| 9 |

| 1 |

| 16 |

| 16 |

| 11 |

| 15 |

| 14 |

| 12 |

| 17 |

| 11 |

| 6 |

| 1 |

| Primeira Liga | Segunda Liga | Tercera Divisão/Segunda Divisão B | Distrital/Tercera Divisão Niv. 4 | Distrital (Reg. Niv. 5) |

Tot 1999 stond de Primeira Liga bekend als de Primeira Divisão. De Segunda Liga kende in de loop der tijd meerdere namen en heet sinds 2020/21 Liga Portugal 2. Ook het 3e niveau kende verschillende namen en heet sinds 2021/22 Liga 3.

## Bekende (ex-)spelers
- Dolly Menga
- Neto Borges

FC Alverca ·
FC Arouca ·
AVS ·
Benfica ·
Sporting Braga ·
Casa Pia · 
Estoril-Praia · 
Estrela Amadora ·
Famalicão ·
Gil Vicente ·
Moreirense ·  
Nacional ·
FC Porto · 
Rio Ave ·
Santa Clara · 
Sporting CP · 
Tondela · 
Vitória Guimarães